# Buresø
Buresø – miasto w Danii, w regionie Stołecznym, w gminie Egedal.